# Нижнеголовинский сельсовет
Нижнеголовинский сельсовет — упразднённое сельское поселение и соответствующая административно-территориальная единица в Лебяжьевском районе Курганской области Российской Федерации.
Административный центр — село Головное.

## История
Статус и границы сельского поселения установлены Законом Курганской области от 4 ноября 2004 года № 718 «Об установлении границ муниципального образования Нижнеголовинского сельсовета, входящего в состав муниципального образования Лебяжьевского района».
10 декабря 2020 года Нижнеголовинский сельсовет упразднён в связи с преобразованием Лебяжьевского муниципального района в муниципальный округ.

## Население
| 1989 | 2002 | 2004 | 2010 | 2012 | 2013 | 2014 |
| ---- | ---- | ---- | ---- | ---- | ---- | ---- |
| 569  | ↘485 | ↗493 | ↘347 | ↘335 | ↘317 | ↘298 |
| 2015 | 2016 | 2017 | 2018 | 2019 | 2020 |      |
| ↘288 | ↘275 | ↘268 | ↘259 | ↘247 | ↘230 |      |

## Состав сельского поселения
| № | Населённый пункт | Тип населённого пункта       | Население |
| - | ---------------- | ---------------------------- | --------- |
| 1 | Баксары          | посёлок                      | ↘9        |
| 2 | Головное         | село, административный центр | ↘338      |